# إيغل ماونتن
إيغل ماونتن (يوتا) (بالإنجليزية: Eagle Mountain, Utah)‏ هي مدينة تقع في الولايات المتحدة في مقاطعة يوتا، يوتا. يقدر عدد سكانها بـ 23,212 نسمة ومساحتها 108.0 كم2 وترتفع عن سطح البحر 1,488 متر.

## التركيبة السكانية
حدّد مكتب تعداد الولايات المتحدة بيانات التركيبة السكانية لإيغل ماونتن في تعداد الولايات المتحدة. في ما يلي، التركيبة السكانية حسب تعدادي 2000 و2010.

### تعداد عام 2000
بلغ عدد سكان إيغل ماونتن 2,157 نسمة بحسب تعداد عام 2000، وبلغ عدد الأسر 532 أسرة وعدد العائلات 502 عائلة مقيمة في المدينة. في حين سجلت الكثافة السكانية 16.5 نسمة لكل كيلومتر مربع (42.7/ميل2). وبلغ عدد الوحدات السكنية 598 وحدة بمتوسط كثافة قدره 4.6 لكل كيلومتر مربع (11.9/ميل2).
وتوزع التركيب العرقي للمدينة بنسبة 96.57% من البيض و0.32% من الأمريكيين الأفارقة و0.37% من الأمريكيين الأصليين و0.32% من الأمريكيين ذوي الأصول الآسيوية و0.05% من سكان جزر المحيط الهادئ و0.88% من الأعراق الأخرى و1.48% من عرقين مختلطين أو أكثر و3.11% من الهسبانيون أو اللاتينيون من أي عرق.
بلغ عدد الأسر 532 أسرة كانت نسبة 76.3% منها لديها أطفال تحت سن الثامنة عشر تعيش معهم، وبلغت نسبة الأزواج القاطنين مع بعضهم البعض 89.1% من أصل المجموع الكلي للأسر، ونسبة 3.6% من الأسر كان لديها معيلات من الإناث دون وجود شريك،  بينما كانت نسبة 1.7% من الأسر لديها معيلون من الذكور دون وجود شريكة وكانت نسبة 5.6% من غير العائلات. تألفت نسبة 3.9% من أصل جميع الأسر من عدة أفراد يعيشون في نفس المنزل ونسبة 0.4% كانت تتألف من شخص يعيش بمفرده يبلغ من العمر 65 عاماً أو أكثر. وبلغ متوسط حجم الأسرة المعيشية 4.05، أما متوسط حجم العائلات فبلغ 4.18.
بلغ العمر الوسطي للسكان 21.1 عاماً. وكانت نسبة 47.4% من القاطنين تحت سن الثامنة عشر، وكانت نسبة 11.9% بين الثامنة عشر والرابعة والعشرين عاماً، ونسبة 33.2% كانت واقعةً في الفئة العمرية ما بين الخامسة والعشرين والرابعة والأربعين عاماً، ونسبة 6.3% كانت ما بين الخامسة والأربعين والرابعة والستين، ونسبة 1.3% كانت ضمن فئة الخامسة والستين عاماً فما فوق. يوجد لكل 100 أنثى 100.5 ذكر، ويوجد لكل 100 أنثى في الثامنة عشر من عمرها فما فوق 98.8 ذكر.
بلغ متوسط دخل الأسرة في المدينة 52,102 دولارًا، أما متوسط دخل العائلة فبلغ 52,434 دولارًا. وكان متوسط دخل الذكور 40,777 دولارًا مقابل 25,313 دولارًا للإناث. وسجل دخل الفرد الخاص بالمدينة 16,340 دولارًا. وكانت نسبة 2% من العائلات ونسبة 2.8% من السكان تحت خط الفقر، وكان من هؤلاء نسبة 3.2% تحت سن الثامنة عشر ونسبة 0% في الخامسة والستين من العمر وما فوق.

### تعداد عام 2010
بلغ عدد سكان إيغل ماونتن 21,415 نسمة بحسب تعداد عام 2010، وبلغ عدد الأسر 5,111 أسرة وعدد العائلات 4,741 عائلة مقيمة في المدينة. في حين سجلت الكثافة السكانية 164 نسمة لكل كيلومتر مربع (424.8/ميل2). وبلغ عدد الوحدات السكنية 5,546 وحدة بمتوسط كثافة قدره 42.5 لكل كيلومتر مربع (110.1/ميل2).
وتوزع التركيب العرقي للمدينة بنسبة 91.90% من البيض و0.59% من الأمريكيين الأفارقة و0.49% من الأمريكيين الأصليين و0.58% من الأمريكيين ذوي الأصول الآسيوية و0.64% من سكان جزر المحيط الهادئ و2.73% من الأعراق الأخرى و3.06% من عرقين مختلطين أو أكثر و8.62% من الهسبانيون أو اللاتينيون من أي عرق.
بلغ عدد الأسر 5,111 أسرة كانت نسبة 75.9% منها لديها أطفال تحت سن الثامنة عشر تعيش معهم، وبلغت نسبة الأزواج القاطنين مع بعضهم البعض 84.7% من أصل المجموع الكلي للأسر، ونسبة 5.6% من الأسر كان لديها معيلات من الإناث دون وجود شريك،  بينما كانت نسبة 2.5% من الأسر لديها معيلون من الذكور دون وجود شريكة وكانت نسبة 7.2% من غير العائلات. تألفت نسبة 5% من أصل جميع الأسر من عدة أفراد يعيشون في نفس المنزل ونسبة 0.6% كانت تتألف من شخص يعيش بمفرده يبلغ من العمر 65 عاماً أو أكثر. وبلغ متوسط حجم الأسرة المعيشية 4.19، أما متوسط حجم العائلات فبلغ 4.34.
بلغ العمر الوسطي للسكان 20.3 عاماً. وكانت نسبة 48.2% من القاطنين تحت سن الثامنة عشر، وكانت نسبة 6.2% بين الثامنة عشر والرابعة والعشرين عاماً، ونسبة 35.8% كانت واقعةً في الفئة العمرية ما بين الخامسة والعشرين والرابعة والأربعين عاماً، ونسبة 8% كانت ما بين الخامسة والأربعين والرابعة والستين، ونسبة 1.9% كانت ضمن فئة الخامسة والستين عاماً فما فوق. وتوزع التركيب الجنسي للسكان بنسبة 50.5% ذكور و49.5% إناث.